# Shy'm
Tamara Marthe (n. 28 noiembrie 1985, Trappes, Île-de-France, Franța), mai cunoscută sub numele de scenă Shy'm, este o cântăreață franceză.

## Cariera artistică

### 2005 — 2007: Debutul și succesul comercial
Pentru a purcede într-o carieră în industria muzicii, Marthe a adoptat pseudonimul Shy'm, cuvânt compus din adjectivul englez „shy” și litera „m”, care provine de la insula Martinica, țara de origine a interpretei. Artista l-a întâlnit pe interpretul canadian de muzică rap K.Maro alături de care a lansat discul single bilingv „Histoire de Luv”, care s-a bucurat de succes pe teritoriul unor țări precum Belgia, Elveția, Finlanda sau Franța, în ultimele două câștigând poziții de top 10 și comercializându-se în peste 124.000 de exemplare doar în Hexagon. Artistul s-a arătat interesat de Marthe și i-a oferit un contrat cu noua sa casă de discuri, K.Pone Inc Music Group, după validarea înțelegerii solista urmând să devină primul interpret ce urma să lanseze produse sub egida companiei. Mai mult, cei doi au colaborat și la realizarea albumului de debut al lui Shy'm, un disc „dedicat dragostei, frumuseții și sentimentelor puternice”. Înregistrat în Montreal, Canada, materialul — intitulat Mes Fantaisies — a fost lansat în țara natală a solistei pe data de 30 octombrie 2006 obținând inițial plasări mediocre în ierarhiile. Albumul a fost precedat de promovarea înregistrării „Femme de couleur”, care s-a bucurat de aprecieri, câștigând locul cinci în lista franceză SNEP și s-a vândut în peste 100.000 de unități. Având un sound îndreptat preponderent spre muzica rhythm and blues, pop și cea soul, albumul a primit aprecieri din partea criticilor muzicali de specialitate. Promovarea primului produs discografic al interpretei a continuat prin intermediul compoziției „Victoire”, al doilea extras pe single al discului, care a câștigat poziționări similare cu cele ale predecesorului. Mai mult, alături de succesorii săi, „T'es parti”, „Oubile-Moi” sau „Rêves d'enfants”, cântecul a ajutat materialul de proveniență să staționeze în ierarhiile muzicale oficiale mai multe săptămâni consecutive, totul culminând cu avansarea până pe treapta cu numărul șase în Franța și certificarea sa cu un disc de platină, mulțumită numărului semnificativ de exemplare vândute, respectiv, peste 210.000 de copii distribuite până la finele anului 2007.
La începutul anului 2007, Shy'm a fost prezentă la gala de decernare a premiilor franceze NRJ Music Awards, unde a primit și o nominalizare la categoria „Revelația francofonă a anului”, însă trofeul i-a fost acordat cântărețului Christophe Maé. De asemenea, Marthe s-a numărat printre artiștii care au prezentat compoziții în timpul spectacolului, ea interpretând compoziția „Femme de couleur”, care la rândul său a fost nominalizată la categoria „Cel mai bun cântec francofon”. În luna octombrie a aceluiași an, casa de discuri a solistei a început distribuirea unei ediții speciale a albumului Mes Fantaisies, care alături de discul standard conține un DVD ce prezintă o serie de materiale adiționale, printre care scurtmetraje promoționale și imagini din culisele platourilor de filmare ale videoclipului „Oubile-Moi”. În urma eforturilor promoționale realizate, discul s-a dovedit a fi un succes, comercializându-se în peste 300.000 de exemplare doar în țara natală a solistei. Grație succesului întâmpinat de Shy'm cu albumul său de debut, ea a fost considerată „fără îndoială revelația RnB a ultimilor ani”.

### 2008 — 2009: Materialul «Reflets»
Artista a revenit la mijlocul anului 2008 cu un nou extras pe single, „La première fois”, care anunța lansarea unui nou produs discografic de studio. Videoclipul înregistrării, realizate de același K-Maro, a avut premiera în luna august a aceluiași an, compoziția prezentând publicului o nouă direcție stilistică adoptată de Shy'm, respectiv includerea unor elemente specifice muzicii dance. Compoziția a fost pusă în vânzare de distribuitorii digitali începând cu data de 7 iulie 2008, aspect ce a contribuit la succesul piesei. În acest sens, „La première fois” a debutat pe locul patruzeci ș nouă în ierarhia celor mai bine vândute descărcări digitale din țara natală a lui Marthe, avansând până pe treapta cu numărul cincisprezece, ocupând poziționări notabile și în regiunea belgiană Valonia. Comercializarea albumului de proveniență, intitulat Reflets, a luat startul în luna septembrie a aceluiași an, iar grație numărului semnificativ de unități vândute în prima săptămână de disponibilitate, discul a debutat pe locul al patrulea în lista oficială din Franța. Realizat în colaborare cu K-Maro în Canada, materialul a fost aclamat de critica de specialitate, Allmusic felicitând direcția ușor electropop în care se îndreaptă albumul, pe care o cataloghează drept una „mai matură”. Mai mult, într-un interviu publicat de website-ul ChartsInFrance.net, Shy'm a declarat faptul că prin intermediul acestui material „am vrut să vorbeasc despre sentimente puțin mai mult decât pe primul [album], deoarece mă simt mai matură și mai capabilă să fac asta”, avansând cu ideea și afirmând că „am vrut să abordez unele probleme pe baza experiențelor mele, [...] menținând în același timp anumite rezerve”, concluzionând cu faptul că „fiecare disc este o parte din mine”. De asemenea, Marthe a adăugat și faptul că inițial albumul ar fi urmat să fie denumit „Nulle part ailleurs”, întrucât acesta este atât numele piesei sale preferate de pe material, cât și pentru că ea consideră că „este ceva magic în această expresie. Acest lucru poate avea mai multe sensuri”, însă nu s-a ajuns la un consens cu privire la denumirea albumului astfel, iar inițiativa a fost abandonată.
Promovarea noii colecții de cântece a continuat cu ajutorul unui al doilea extras pe single, balada „Si tu savais”. Anunțul a fost postat pe profilul oficial al solistei de pe website-ul MySpace.com, informația fiind ulterior preluată de mass-media francofonă. Premiera videoclipului, ce a avut loc la scurt timp, a sporit popularitatea cântecului, ajutându-l să obțină poziții notabile în listele muzicale oficiale. Mai mult, după lansarea sa pe disc single — care conține și înregistrarea „La première fois” — cântecul a debutat pe poziția secundă în ierarhia franceză compilată de SNEP, fiind până în prezent cel mai bine clasat single promovat de Shy'm. Ulterior a fost confirmat și un ultim extras pe single de pe albumul Reflets, respectiv, colaborarea cu Odessa Thornhill „Step Back”. Videoclipul a debutat la scurt timp de la trimitrea cântecului la posturilor de radio din Franța. Referitor la colaborare interpreta a declarat faptul că a întâlnit-o pe Thornhill în timpul sesiunilor de înregistrări pentru albumul Million Dollar Boy al lui K-Maro, acesta lăsându-i o impresie favorabilă datorită vocii sale „magnifice”. Pentru realizările sale din era Reflets Shy'm a primit o nominalizare la premiile NRJ Music Awards din anul 2009 la categoria „Cea mai bună artistă francofonă” și a reușit să își consolideze poziția drept una dintre cele mai apreciate cântărețe de muzică R&B din zona Franței.

### 2010 — 2011: Trecerea la stilul «electropop»
În luna martie a anului 2010, posturile de radio francofone au început difuzarea compoziției „Je sais”, care anunța lansarea unui nou material discografic semnat Shy'm. Cântecul a fost disponibil spre achiziționare încă de la finele aceleiași luni, iar videoclipul a debutat în prima jumătate a lui aprilie 2010. Înregistrarea urmează tendințele impuse de predecesorul său, „Step Back”, orientându-se preponderent spre muzica dance. Despre proiectul aflat încă în stadiu incipient la vremea respectivă, colaboratorul artistei — K-Maro — a declarat despre album că acesta va fi „radical diferit de ceea ce ea a făcut înainte”, adoptând „un stil similar Madonnei pe Music, cu multe piese electro-acustice precum «Don't Tell Me» de exemplu”. Înregistrarea s-a bucurat de succes, avansând până pe locul al treilea în ierarhia celor mai bine vândute cântece distribuite în fromat digital pe teritoriul Franței. Mai mult, „Je sais” a devenit cel de-al zecelea cel mai difuzat videoclip la posturile de televiziune din țara natală a solistei în anul 2010. Albumul de proveniență, Prendre l'air, a fost lansat pe data de 14 iulie 2010, debutând pe treapta cu numărul șase în ierarhia din Hexagon, doar în prima lună fiind vândute peste 50.000 de exemplare. Promovarea a continuat prin intermediul celui de-al doilea extras pe single al materialului, „Je suis moi”, al cărui scurtmetraj a avut premiera la doar o lună de la distribuirea discului. Cântecul a avansat în ierarhiile digitale asemeni predecesorului său, câștigând poziții notabile. Premiera videoclipului a facilitat atât avansarea cântecului în clasamentele de specialitate, cât și sporirea vânzărilor albumului de proveniență. „Je suis moi” a fost succedat de alte două extrase pe single de pe versiunea standard a albumului, mai precis înregistrarea omonima titlului și o versiune remixată a cântecului „Tourne”. Ambele s-au bucurat de succes în clasamentele francofone, devenind șlagăre notabile pentru artistă și sporind interesul pentru Prendre l'air. Albumul a fost relansat în toamna anului 2011, fiind precedat de difuzarea și vânzarea unei versiuni remixate a înregistrării „En apesanteur” ce a beneficiat de un videoclip și de o campanie de promovare. Pentru succesul întâmpinat în perioada promovării materialului, solista a primit nominalizări la Premiile Muzicale NRJ din anii 2011 și 2012 la categoria „Cea mai bună artistă francofonă”, fiind laureata unui trofeu în 2012. Prendre l'air a reușit să depășească performanțele comerciale înregistrate de predecesorul său Reflets, cumulând vânzări de peste 250.000 de exemplare doar pe teritoriul Franței.
http://www.chartsinfrance.net/actualite/news-70667.html

## Discografie
Albume de studio
- 2006: Mes Fantaisies (Up Music/Warner Music France)
- 2008: Reflets (Up Music/Warner Music France)
- 2010: Prendre l'air (Warner Music France)
- 2012: Caméléon (Warner Music France)
- 2014: Solitaire (Warner Music France)
- 2015: À nos 10 ans (Warner Music France)
- 2017: Héros (Warner Music France)
- 2019: Agapé (E.47 Records/Warner Music France)

Albume de single
- 2005: Histoire de luv
- 2006: Why You Wanna
- 2006: Femme de Couleur
- 2006: Victoire
- 2007: T'es Parti
- 2007: Oublie Moi
- 2007: Rêves d’enfants
- 2008: La Première Fois
- 2008: Si Tu Savais
- 2009: Step Back
- 2010: Je sais
- 2010: Je suis moi
- 2011: Prendre l'air
- 2011: Tourne
- 2011: En apesanteur
- 2012: Et alors !
- 2012: On se fout de nous
- 2012: Et si...
- 2012: Veiller tard
- 2012: White Christmas
- 2013: Caméléon
- 2013: Contrôle
- 2014: La malice
- 2014: L'effet de serre
- 2015: On s'en va
- 2015: Silhouettes
- 2015: Il faut vivre
- 2015: Tandem
- 2016: Vivre ou survivre
- 2017:  Mayday
- 2017: Si tu m’aimes encore
- 2018: Madinina
- 2018: La go
- 2019: Absolem
- 2019: Puerto Rico
- 2019: Amiants
- 2019: Olé Olé
- 2019: Sourire
- 2019: Nous deux
- 2020: Boy
- 2020: Ensemble
- 2021: Tadada Tududu
- 2021: Sunset Pyromane